# Marcel Halstenberg
 (août 2025).
Marcel Halstenberg, né le 27 septembre 1991 à Laatzen en Allemagne, est un ancien footballeur international allemand, qui évoluait au poste d'arrière gauche.

## Biographie

### Carrière en club

#### RB Leipzig (2015-2023)
Le 31 août 2015, il s'engage avec le RB Leipzig.

#### Hanovre 96 (depuis 2023)
Le 18 juillet 2023, il s'engage avec le Hanovre 96.

### Sélection
Le 3 novembre 2017, il a été annoncé que Halstenberg a été appelé pour la première fois pour l'équipe nationale d'Allemagne. Cela a été décrit comme une "surprise" par kicker.
Halstenberg a fait ses débuts internationaux le 10 novembre 2017 lors d'un match amical contre l'Angleterre, jouant comme arrière gauche et disputant l'ensemble du match, qui s'est soldé par un match nul 0-0. Ce n'est que le 20 mars 2019 qu'il a fait une autre apparition pour l'Allemagne, en tant que remplaçant, lors d'un match nul 1-1 contre la Serbie.
Le 9 septembre 2019, il a marqué son premier but pour l'Allemagne lors d'une victoire 2-0 à l'extérieur contre l'Irlande du Nord.
Le 19 mai 2021, il a été sélectionné pour l'UEFA Euro 2020.

## Statistiques
| Saison                | Club                  | Championnat           | Championnat | Championnat | Coupe(s) nationale(s) | Coupe(s) nationale(s) | Supercoupe | Supercoupe | Compétition(s) continentale(s) | Compétition(s) continentale(s) | Compétition(s) continentale(s) | Total | Total |
| Saison                | Club                  | Division              | M.          | B.          | M.                    | B.                    | M.         | B.         | Comp.                          | M.                             | B.                             | M.    | B.    |
| 2013-2014             | FC St. Pauli          | 2. Bundesliga         | 31          | 1           | 1                     | 0                     | -          | -          | -                              | -                              | -                              | 32    | 1     |
| 2014-2015             | FC St. Pauli          | 2. Bundesliga         | 20          | 3           | -                     | -                     | -          | -          | -                              | -                              | -                              | 20    | 3     |
| 2015-2016             | FC St. Pauli          | 2. Bundesliga         | 3           | 2           | -                     | -                     | -          | -          | -                              | -                              | -                              | 3     | 2     |
| Sous-total            | Sous-total            | Sous-total            | 54          | 6           | 1                     | 0                     | -          | -          | -                              | -                              | -                              | 55    | 6     |
| 2015-2016             | RB Leipzig            | 2. Bundesliga         | 24          | 2           | 1                     | 0                     | -          | -          | -                              | -                              | -                              | 25    | 2     |
| 2016-2017             | RB Leipzig            | 1. Bundesliga         | 30          | 0           | 1                     | 0                     | -          | -          | -                              | -                              | -                              | 31    | 0     |
| 2017-2018             | RB Leipzig            | 1. Bundesliga         | 15          | 2           | 2                     | 0                     | -          | -          | C1                             | 6                              | 0                              | 23    | 2     |
| 2018-2019             | RB Leipzig            | 1. Bundesliga         | 28          | 3           | 5                     | 1                     | -          | -          | C3                             | 4                              | 0                              | 37    | 4     |
| 2019-2020             | RB Leipzig            | 1. Bundesliga         | 29          | 3           | 2                     | 0                     | -          | -          | C1                             | 7                              | 0                              | 38    | 3     |
| 2020-2021             | RB Leipzig            | 1. Bundesliga         | 24          | 2           | 4                     | 0                     | -          | -          | C1                             | 3                              | 0                              | 31    | 2     |
| 2021-2022             | RB Leipzig            | 1. Bundesliga         | 8           | 1           | 3                     | 0                     | -          | -          | C3                             | 4                              | 0                              | 15    | 1     |
| 2022-2023             | RB Leipzig            | 1. Bundesliga         | 31          | 1           | 3                     | 0                     | 1          | 1          | C1                             | 4                              | 0                              | 39    | 2     |
| Sous-total            | Sous-total            | Sous-total            | 189         | 14          | 21                    | 1                     | 1          | 1          | -                              | 28                             | 0                              | 239   | 16    |
| 2023-2024             | Hanovre 96            | 2. Bundesliga         | 18          | 3           | 1                     | 1                     | -          | -          | -                              | -                              | -                              | 19    | 4     |
| Sous-total            | Sous-total            | Sous-total            | 18          | 3           | 1                     | 1                     | 0          | 0          | -                              | 0                              | 0                              | 19    | 4     |
| Total sur la carrière | Total sur la carrière | Total sur la carrière | 261         | 33          | 23                    | 2                     | 1          | 1          | -                              | 28                             | 0                              | 313   | 36    |

### Palmarès
Vice Champion d'Allemagne en 2017 avec Leipzig